# David Kerslake
Pour les articles homonymes, voir Kerslake.
David Kerslake est un footballeur puis entraîneur anglais, né le 19 juin 1966 à Stepney, Londres. Évoluant au poste d'arrière droit, il est principalement connu pour ses saisons à Queen Park Rangers, Swindon Town et Tottenham Hotspur ainsi que pour avoir été sélectionné en Angleterre espoirs.

## Biographie

### Carrière de joueur
Natif de Stepney, Londres, il fait ses débuts de joueur professionnel en avril 1985 pour Queen Park Rangers, pour un match contre Newcastle United. Il est ensuite recruté par Swindon Town en novembre 1989, où il passe quatre saisons pleines.
Il est transféré ensuite à Leeds United où il ne reste que trois mois avant d'être recruté par Tottenham Hotspur pour 450 000£. Il connaît ensuite deux périodes de prêt à Swindon Town et à Charlton Athletic, avant de signer pour Ipswich Town.
Il connaît un dernier prêt à Wycombe Wanderers avant de finir sa carrière en rempilant une troisième fois pour Swindon Town.

### Carrière internationale
Il reçoit une sélection en Angleterre espoirs en 1985.

### Carrière d'entraîneur
Il commence sa reconversion d'entraîneur comme adjoint à Northampton Town, puis à Nottingham Forest où il travaille sous l'autorité de son ancien coéquipier de Swindon Town, Colin Calderwood. À la suite du renvoi de ce dernier, il quitte aussi le club pour s'engager pour Watford, puis comme assistant de Malky Mackay à Cardiff City.
À la suite du renvoi de celui-ci en décembre 2013, il prend en charge l'intérim du club gallois, avec Joe McBride (en). L'intérim dure jusqu'au 2 janvier 2014 et la nomination d'Ole Gunnar Solskjær.
Le 6 juillet 2015, il devient l'adjoint de Justin Edinburgh à Gillingham. Le 15 janvier 2017, il suit Justin Edinburgh et devient son adjoint à Northampton Town.